# Amazoňan modročelý
Amazoňan modročelý (Amazona aestiva) je známý jihoamerický papoušek. Jedná se o obyvatele lesů, savan a palmových hájů východní a severní Bolívie, východní Brazílie, Paraguaye a severní Argentiny.

## Taxonomie
Amazoňan modročelý byl jako jeden z mnoha druhů popsán Carlem Linném v desátém vydání jeho práce Systema Naturaev roce 1758. Jeho druhové jméno je ženská forma od latinského označení aestivus a znamená "letní". Jsou rozlišovány 2 poddruhy:
- A. a. aestiva - nominátní poddruh, rozšířen ve východní Brazílii.[4] Pera na ohbí křídel jsou červená.

- A. a. xanthopteryx - vyskytuje se od severní a východní Bolívie, přes přilehlé části Brazílie až do Paraguaye a severní Argentiny. Ohbí křídel je částečně až zcela žluté.[4] Má více žlutou hlavu než nominátní poddruh.[5]

S taxonem Xanthopteryx se zacházelo jako se samostatným druhem. Oba poddruhy se však plodně kříží když spolu přijdou do kontaktu.
Vykazují významnou individuální variabilitu ve zbarvení hlavy a ohbí křídel. V extrémním případě někteří jedinci, kteří v podstatě nemají žlutou na hlavě nebo mají zelené ohbí křídel, jsou známi ze severozápadní Argentiny.

## Popis

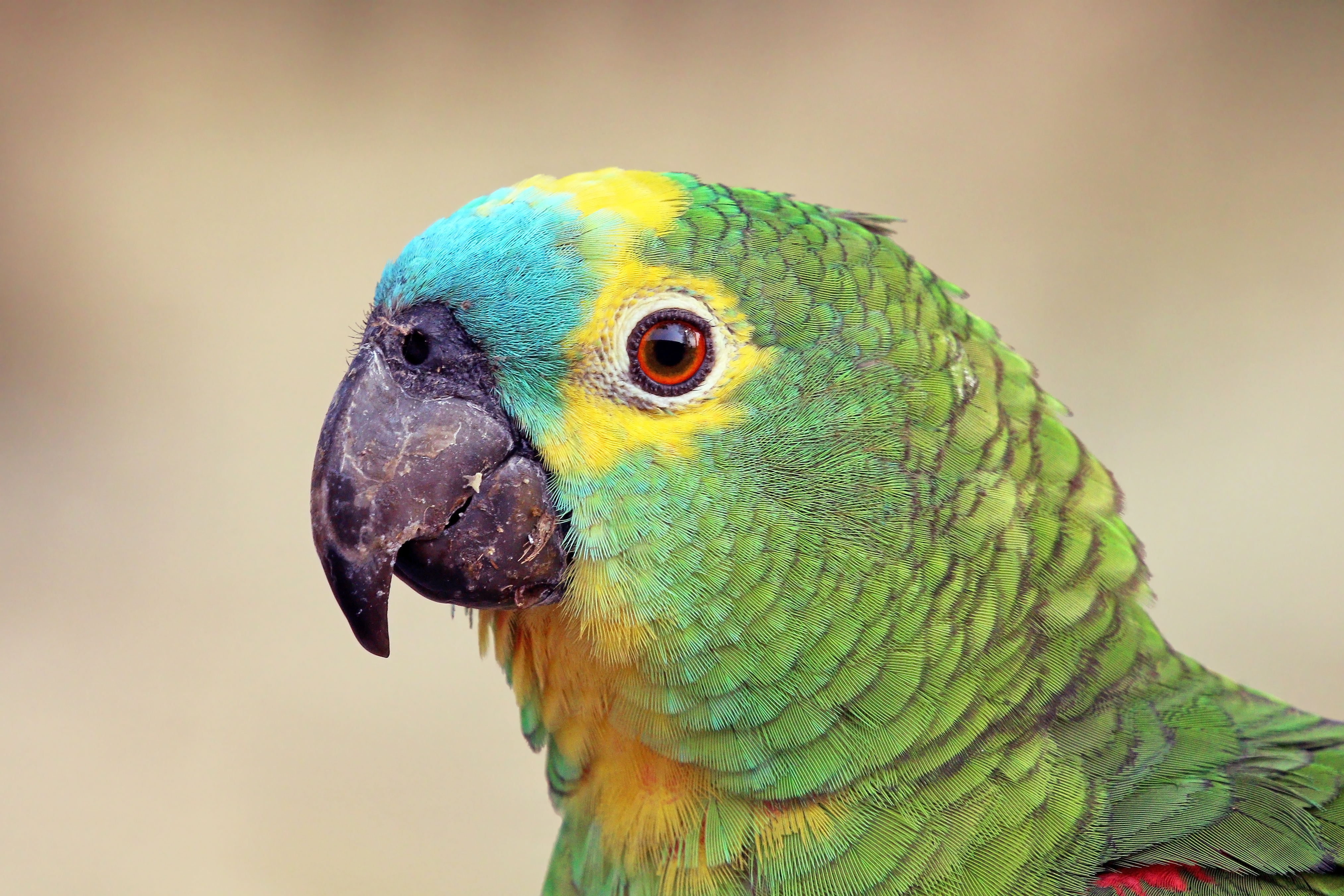
V Pantanalu, Brazílie

Amazoňan modročelý je 38 cm velký, převážně zelený papoušek. Má tmavý zobák, modrá pera na čele (díky kterým získal i svůj český název) a žluté zbarvení na tvářích a temeni. Poměr modrého a žlutého zbarvení je však mezi jednotlivými ptáky značně variabilní. Mezi pohlavími není vyvinut žádný patrný sexuální dimorfismus, mladí ptáci jsou pak v porovnání s dospělci jednotvárnějšího zbarvení a mají tmavé duhovky.

## Rozšíření a biotop
Areál amazoňana modročelého se rozkládá přes východní a západní Bolívii, východní Brazílii, Paraguay a severní Argentinu. Vyskytuje se v tropických lesích (ale převážně se vyhýbá rozsáhlým vlhkým lesům jako v oblasti Amazonie), savanách a palmových hájích.
Malá, zdivočelá, hnízdící populace se nachází v lesnatých oblastech Stuttgartu v Německu. Přestože byli zjištěni v přírodě v Portoriku, jsou spíše výsledkem úniku ze zajetí a žádné hnízdění nebylo zjištěno.

## Hnízdění

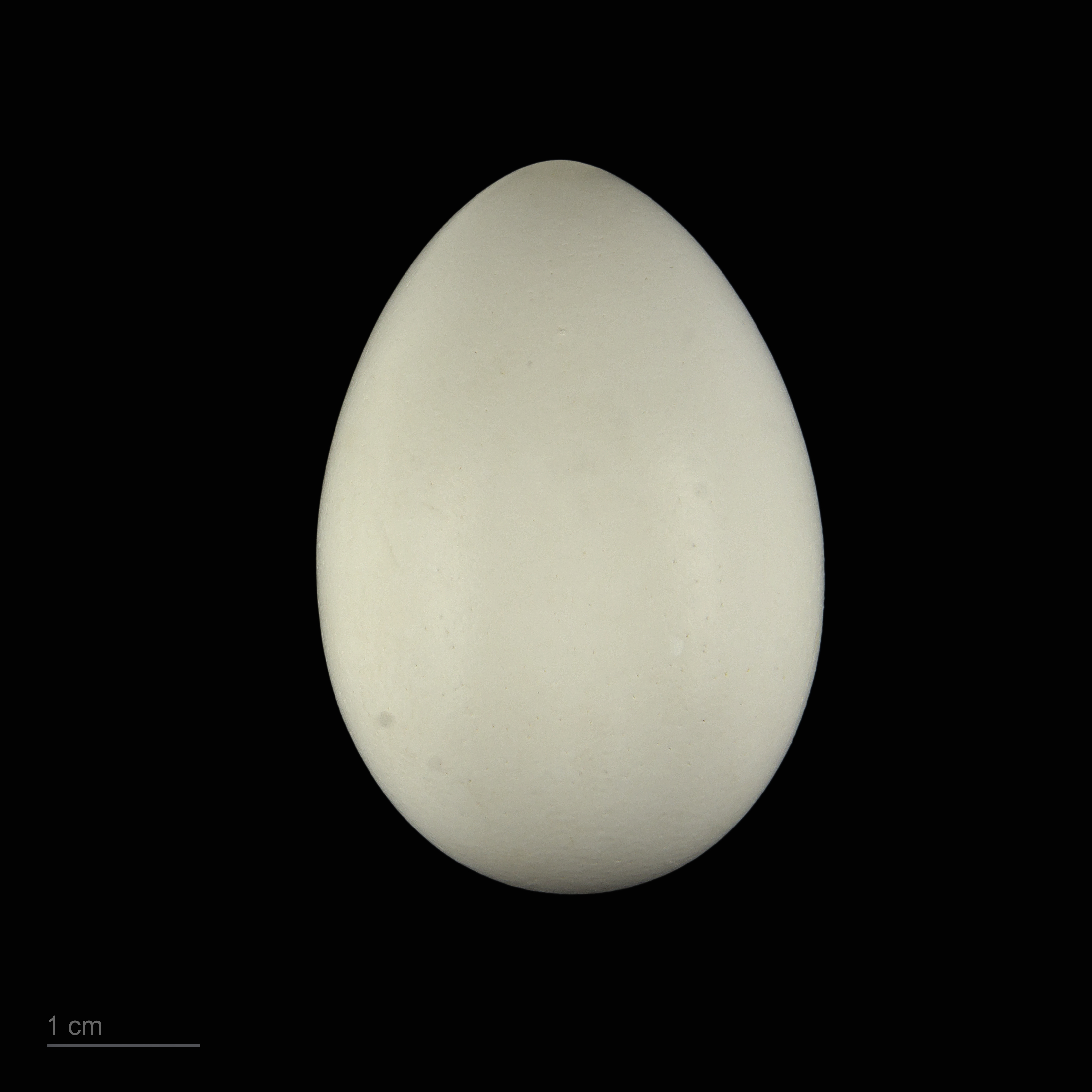
Amazona aestiva

Tvoří trvalé páry a hnízdí v dutinách stromů, kam klade 3-5 bílých, oválných, asi 38x30 mm velkých vajec, na kterých sedí samotná samice po dobu 27 dnů. Mláďata hnízdo opouští po 60 dnech. Létat umějí, ale jsou to stromoví ptáci - radši šplhají.

## Stav ohrožení
Tento druh je organizací Bird Life International považován za málo dotčený. Nicméně přestože zůstává běžným ve významné části areálu, byl zjištěn pokles početnosti a je s ním hodně obchodováno: od roku 1981, kdy byl umístěn na seznam CITES přílohu II, byl  zjištěn odchyt 413 505 volně žijících ptáků v rámci mezinárodního obchodu (UNEP-WCMC CITES Trade Database, leden 2005). V některých oblastech jeho areálu je považován v zemědělství za škůdce.
Ilegální obchod mohl paradoxně přispět k rozšíření areálu výskytu tohoto papouška. Začíná být běžným v Riu de Janeiru, které nezahrnuje oblast jeho historického rozšíření, původ je někdy přisuzován ptákům uniklým ze zajetí.

## Chov v zajetí
Je velmi populární v zajetí, a to zejména díky své schopnosti napodobovat lidské zvuky (tzv. mluvit). Ta je však značně odlišná mezi jednotlivými jedinci. V zajetí se krmí směsí pro velké papoušky, která by měla být pestrá a neměla by obsahovat velké množství tučných semínek, jako jsou slunečnicová semínka. Mají sklon k tloustnutí. Také musejí denně dostávat čerstvé ovoce a zeleninu, avokádo je však pro ně toxické.